# Macrothemis mortoni
Macrothemis mortoni – gatunek ważki z rodziny ważkowatych (Libellulidae). Występuje na terenie Ameryki Południowej.